# Scheftheimer Wiesen

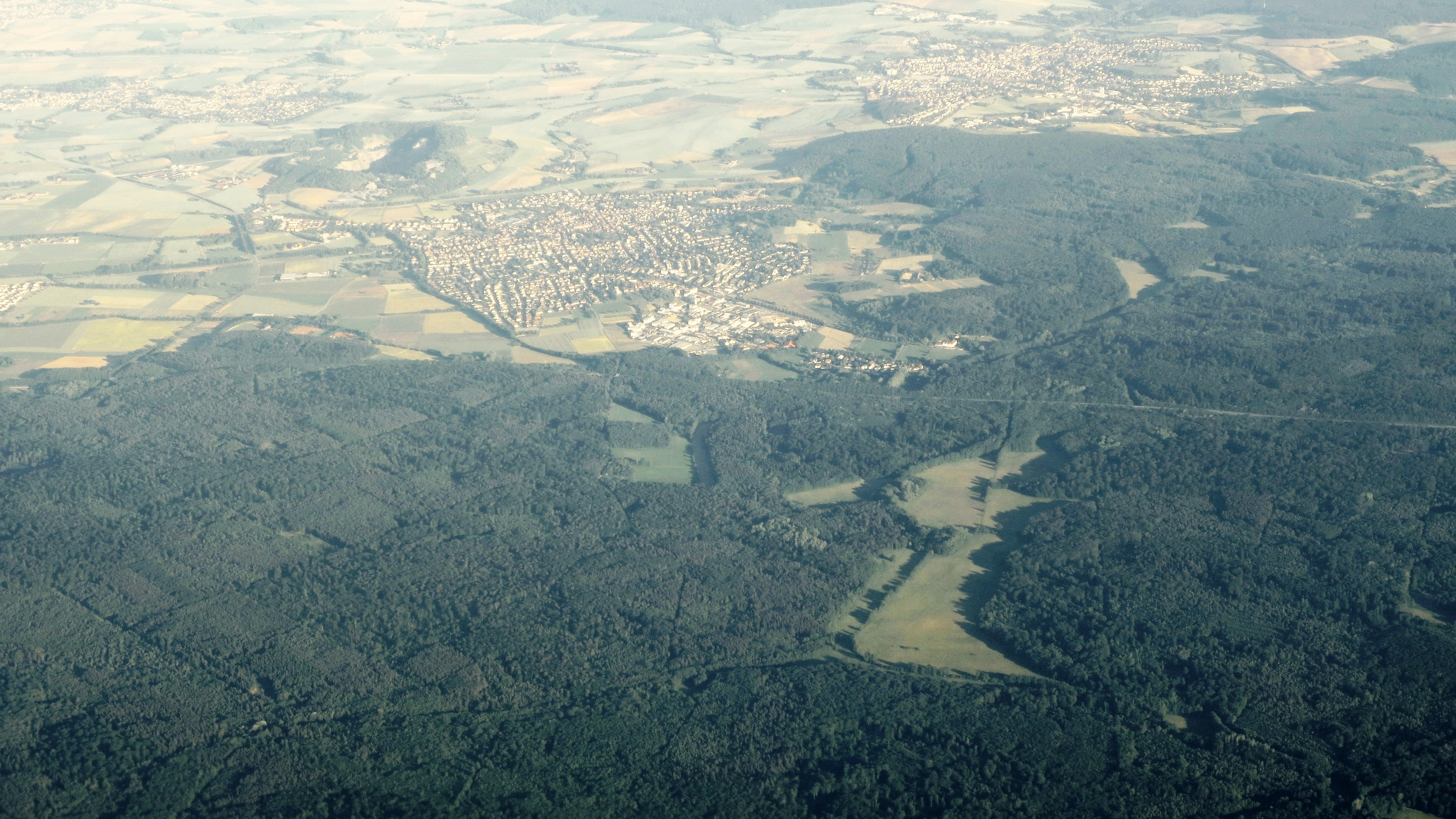
Luftaufnahme der Scheftheimer Wiesen (untere Bildhälfte, 2015)

Die Scheftheimer Wiesen sind ein 1993 eingerichtetes Naturschutzgebiet von 166,07 ha Größe im Oberwald östlich von Darmstadt in Hessen.

## Lage
Die Scheftheimer Wiesen liegen südöstlich des Jagdschlosses Kranichstein zwischen der Dieburger Straße und der Bundesstraße 26. Sie beginnen nahe dem Steinbrücker Teich, der früher zur Wasserversorgung der Kranichsteiner Fasanerie diente. Die Wiesen ziehen sich entlang des Ruthsenbachs nach Südosten.

## Geschichte
Die offenen Flächen der Wiesen dienten den Landgrafen von Hessen-Darmstadt im 16. und 17. Jahrhundert zum sogenannten Eingestellten Jagen, bei dem die Jäger bequem von Holztribünen das Wild erlegen konnten. Die weitere Nutzung nach dem Ende des Jagdbetriebs durch die Landesherren als Ackerflächen wurde im Gegensatz zu dem westlich der Wiesen gelegenen Oberfeld später aufgegeben. Es entwickelten sich Feuchtbiotope, die nunmehr geschützt sind.

## Vorgeschichte

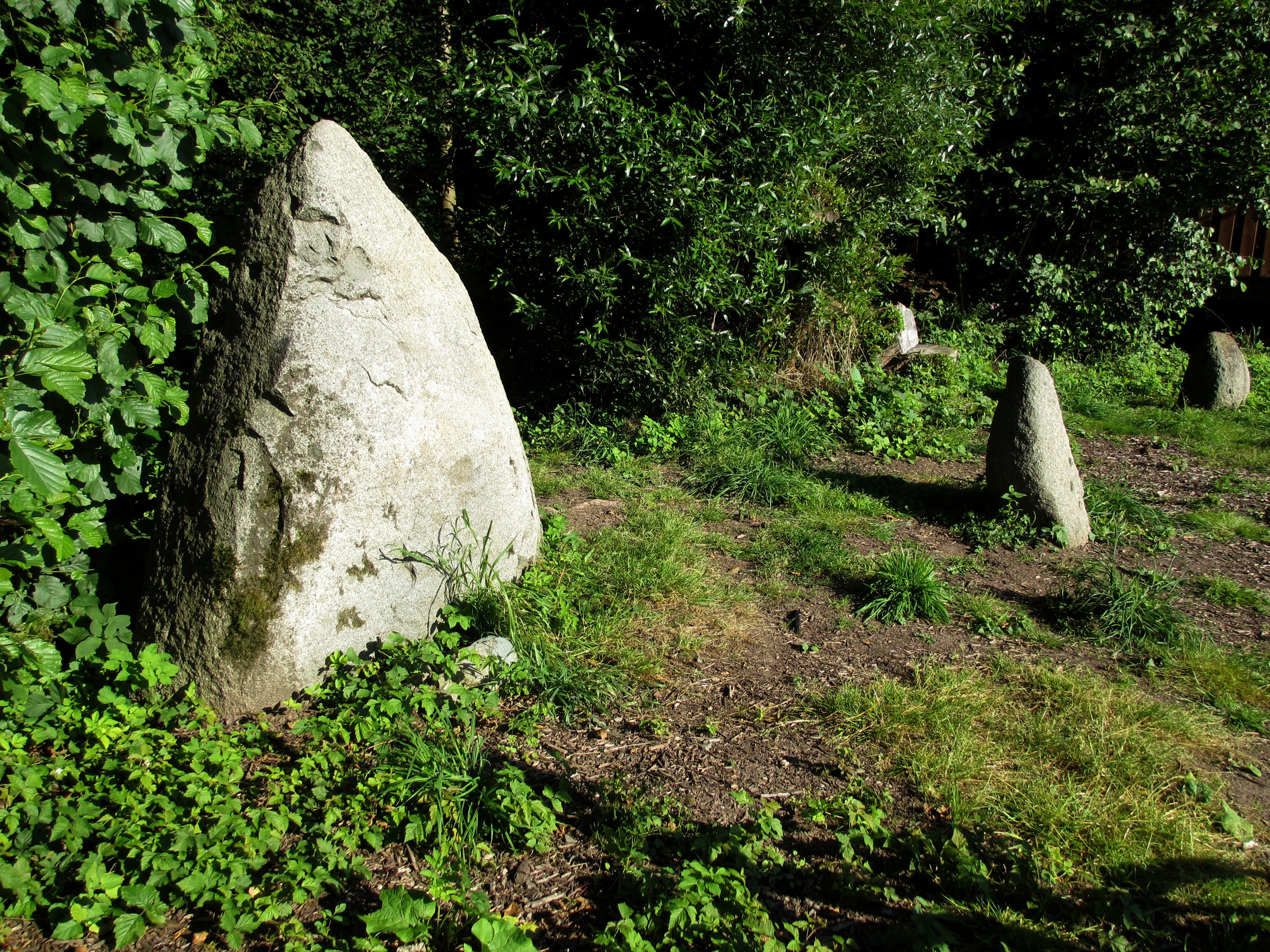
Menhiranlage am Ruthsenbach in der Nähe von Rossdorf

Im südöstlichsten Teil des Naturschutzgebietes befindet sich eine aus 14 wieder zusammengesetzten und aufgerichteten Granitblöcken (Megalithen) bestehende Anlage mit der Bezeichnung Menhiranlage von Darmstadt. An der Bernhardsackerschneise liegen einige Hügelgräber.

## Etymologie
Historisch belegte Namensformen in Darmstadt: 
- Zu Scheftheim (1521)
- uf schiffthum (ca. 1550)
- vf Schefftum (1569)
- am Schiffthumer weg (1581)
- im Schaffthumb (1634)
- Scheftheimer Schlag (1634)
- Am Scheftheimer Weg links (1634)

Scheftheim ist eine urkundlich nicht belegte, wüst gefallene Siedlung in der Gemarkung Darmstadt. 
Der -heim-Name geht wohl auf ein (unklares) schwach belegtes mhd. schift für eine „abschüssige Stelle“ zurück.
Schefter ist eine historisch belegte Namensform in Darmstadt-Arheilgen:
- Scheftirstrudin (14. Jahrhundert), wohl Strut „Buschwald“ es könnte aber auch eine früh verkürzte Form des Wüstungsnamens Scheftheim sein; wahrscheinlich aber ein früher Beleg für dialektal Schaftern als Bezeichnung für den Acker-Schachtelhalm (Equisetum arvense).